# 1943–1944-es magyar jégkorongbajnokság
A 8. első osztályú jégkorong bajnokságban tizenöt csapat indult el. 
A mérkőzéseket 1943. december 21. és 1944. február 13. között rendezték meg.
A bajnokságban a bécsi döntések következtében visszacsatolt területekről is vettek részt csapatok. A selejtezőket négy körzetben a Budapesti-, Erdélyi-, Kassai- és a Déli körzetben játszották le, majd ezek győztesei mérkőztek meg egymással a Csíkszeredában megrendezett döntőben.
A szezon lebonyolítása komoly nehézségekbe ütközött. A legnagyobb gondot elsősorban a háború jelentette, mivel számos mérkőzést a bombázások miatt nem tudtak lejátszani. További problémát okozott a szokatlanul enyhe időjárás, aminek következtében a Déli körzet mérkőzéseit nem sikerült megrendezni.
A bajnokságot a Budapesti Korcsolyázó Egylet csapata nyerte meg.

## A körzetek végeredményei

### A budapesti körzet végeredménye
|    | Csapat          | M | GY | D | V | GK   | Pont |
| -- | --------------- | - | -- | - | - | ---- | ---- |
| 1. | BKE             | 6 | 5  | 0 | 1 | 36–4 | 10   |
| 2. | BBTE            | 6 | 5  | 0 | 1 | 28–6 | 10   |
| 3. | Ferencvárosi TC | 6 | 1  | 1 | 4 | 9–21 | 3    |
| 4. | BEAC            | 6 | 0  | 1 | 5 | 4–46 | 1    |

A táblázat pontatlan mivel egy 1944 januárjában megrendezett BEAC - BKE találkozó végeredményéről nem maradt fenn adat. Mindössze annyi biztos, hogy a BKE nyerte meg a meccset. Ennek megfelelően a mérkőzés eredménye csak a csapatok pontjai között szerepel, de a gólarányba nem jelenik meg.

### Erdélyi körzet
|    | Csapat             | M | GY | D | V | GK  | Pont |
| -- | ------------------ | - | -- | - | - | --- | ---- |
| 1. | Csíkszeredai TE    | 2 | 1  | 1 | 0 | 6–4 | 3    |
| 2. | Marosvásárhelyi SE | 2 | 1  | 0 | 1 | 8–7 | 2    |
| 3. | Kolozsvári KE      | 2 | 0  | 1 | 1 | 1–4 | 1    |

### Kassai körzet
Induló csapatok: SK Jednota Kassa, Kassai Vasutas SC, Kassai Rákóczi AC, Ungvári AC

A körzetben lezajlott mérkőzések végeredménye ismeretlen. A Kassai VSC csapat indulhatott a döntőben.

### Déli körzet
Induló csapatok: Szegedi KE, Orosházi TKE, Óbecsei Bocskai, Palicsi SK
 
A Déli körzeti bajnokságot az enyhe időjárás miatt nem lehetett befejezni, így ebből a csoportból nem indulhatott csapat a döntőben. A körzetben lezajlott mérkőzések végeredménye ismeretlen.

## Döntő
|    | Csapat             | M | GY | D | V | GK  | Pont |
| -- | ------------------ | - | -- | - | - | --- | ---- |
| 1. | BKE                | 4 | 4  | 0 | 0 | 8–2 | 8    |
| 2. | BBTE               | 4 | 1  | 1 | 2 | 3–3 | 3    |
| 3. | Marosvásárhelyi SE | 3 | 1  | 1 | 1 | 3–3 | 3    |
| 4. | Kassai VSC         | 4 | 0  | 3 | 1 | 2–4 | 3    |
| 5. | Csíkszeredai TE    | 3 | 0  | 1 | 2 | 4–8 | 1    |

Két mérkőzést nem játszottak le a döntők során. Az egyik egy BKE-BBTE találkozó volt, amely során a BBTE csapata nem jelent meg, így a BKE javára írták a győzelmet. A másik mérkőzés a Csíkszereda és a Marosvásárhely között zajlott volna, azonban a meccset elhalasztották és később nem került sor a megrendezésére. Így a bajnokságot a Budapesti Korcsolyázó Egylet csapata nyerte meg.

## A Budapesti Korcsolyázó Egylet bajnokcsapata
Bán József, Elek György, Endrei György, Gosztonyi Béla, Hircsák István, Margó György, Móricz László, Ott Sándor, Pásztor György, Tele Simon

## Külső hivatkozások
- a Magyar Jégkorong Szövetség hivatalos honlapja